# Смехотворов, Фёдор Никандрович
Фёдор Никандрович Смехотворов (1900—1989) — советский военачальник, во время Великой Отечественной войны во главе дивизии отличившийся в обороне Сталинграда. Генерал-майор (1940).

## Биография
Родился 17 июля 1900 года. Русский.
В Красной Армии с мая 1919 года. Участник Гражданской войны в России. Окончил Нижегородские пехотные курсы в 1920 году. С марта 1920 года служил в 24-й стрелковой Самарской Железной дивизии — командир роты 216-го стрелкового полка, с октября 1920 — командир роты 212-го стрелкового полка.
В 1926 году окончил Высшие тактические курсы. С апреля 1926 года — начальник полковой школы 71-го стрелкового полка 24-й стрелковой дивизии. С декабря 1929 года преподавал в Полтавской школе военно-политического состава, а с мая 1931 года командовал батальоном в этой школе. Член ВКП(б) с 1929 года.
В 1936 году окончил Военную академию РККА имени М. В. Фрунзе. С ноября 1936 года — начальник оперативного отдела штаба Сибирского военного округа. В обстановке массового террора и вызванной им нехватки кадров, во второй половине 1937 года капитан Смехотворов несколько месяцев исполнял должность начальника штаба Сибирского ВО, а в феврале 1938 года даже исполнял должность командующего войсками Сибирского военного округа! С июля 1938 года — заместитель командующего войсками Харьковского военного округа. В 1938 году был награждён медалью «XX лет РККА».
4 июня 1940 года присвоено воинское звание «генерал-майор». С 13 июня 1940 года — командир 135-й стрелковой дивизии.
Начало Великой Отечественной войны встретил в той же должности, во главе дивизии воевал на Юго-Западном фронте. В составе 15-го стрелкового корпуса 5-й армии дивизия под командованием Ф. Н. Смехотворова участвовала в приграничном сражении на Западной Украине. Из наградного листа:

В борьбе с немецкими фашистами тов. Смехотворов проявил себя исключительно стойким, мужественным и преданным своей Родине командиром. Участвовал бессменно и непрерывно в боях с 23 июня по 18 сентября 1941 года на Владимир-Волынском, Луцком, Коростеньском и Черниговском направлениях. Всегда был на передовых позициях, умело руководил частями дивизии, показывал пример героизма и отваги, увлекая за собой подчиненных. Достоин награждения орденом Красного Знамени.
— Командир 15-го стрелкового корпуса генерал-майор Москаленко, 27 октября 1941 года
В сентябре отстранён от должности. С ноября 1941 года — командир 45-й стрелковой дивизии, участвовавшей в Курско-Обоянской операции. 6 ноября 1941 года награждён орденом Красного Знамени.Был ранен в 1941 году.
С января 1942 года — командир 193-й стрелковой дивизии на Брянском, Сталинградском и Центральном фронтах. Во второй половине сентября 1942 года 193-я дивизия прибыла на Сталинградский фронт и была включена в состав обороняющейся в городе 62-й армии. Совместно с 308-й стрелковой дивизией под командованием Л. Н. Гуртьева сражалась в районе завода «Красный Октябрь». За два месяца тяжелейших уличных боёв с превосходящими силами противника дивизия понесла большие потери и к середине ноября имела в строю только 250 человек. В двадцатых числах декабря 193-я стрелковая дивизия была выведена в резерв Ставки ВГК, а по окончании Сталинградской битвы награждена орденом Красного Знамени.
Начальник штаба 62-й армии Н. И. Крылов в своих воспоминаниях писал: 

…познакомившись с генералом Смехотворовым той сентябрьской ночью, когда его дивизия к нам прибыла, я вновь увидел Фёдора Никандровича только через три месяца, когда пришла пора прощаться. Но голос его я слышал в телефонной трубке каждый день, часто — по нескольку раз. Даже если бывало отчаянно тяжело, этот голос оставался спокойным, сдержанным, не слишком громким, и человек, которому он принадлежал, стал для меня олицетворением надёжности, «прочности». 
По результатам неудачных действий дивизии в Севской операции в районе города Дмитровск-Орловский (ныне город Дмитровск) области 18 марта 1943 года был отстранён от командования 193-й стрелковой дивизией и находился в распоряжении Военного совета Центрального фронта. С 14 мая по 1 августа 1943 года он командовал 106-й стрелковой дивизией в составе 70-й армии Центрального фронта. В ходе Орловской наступательной операции 1 августа был тяжело ранен осколком от снаряда. 23 августа 1943 года награждён вторым орденом Красного Знамени.
В наградном листе говорится: "Лично генерал- майор Смехотворов проявил себя в боях смелым, решительным, воодушевлял личный состав на победу над врагом".
Несколько месяцев находился в госпитале. С ноября 1943 года был заместителем командующего войсками по военно-учебным заведениям Южно-Уральского военного округа, с сентября 1944 года — заместитель командующего войсками Харьковского военного округа. В период с 4 августа 1946 года по 23 февраля 1949 года генерал-майор Смехотворов Ф. Н. являлся начальником Ташкентского пехотного Краснознаменного и ордена Красной Звезды училища имени В. И. Ленина. С февраля 1949 по ноябрь 1950 года — начальник Новосибирского военно-пехотного училища. С февраля 1951 года — заместитель начальника кафедры военных дисциплин Военно-медицинской академии имени С. М. Кирова. С июля 1951 года — помощник начальника по строевой части Высшего военно-педагогического института имени М. И. Калинина, с октября 1953 года — заместитель начальника по оперативно-тактической и строевой подготовке этого института.
С ноября 1954 года в запасе по болезни. Жил в Москве. Умер в Москве в 1989 году.

## Награды
- Орден Ленина (21.02.1945);
- Четыре орден Красного Знамени (6.11.1941, 23.08.1943, 3.11.1944, 20.06.1949);
- Орден Отечественной войны 1-й степени (11.03.1985);
- Медали.

## Воинские звания
- Капитан — 30 декабря 1935;
- Полковник — 11 февраля 1938 (минуя звание майора);
- Комбриг — 23 июля 1938;
- Генерал-майор — 4 июня 1940.

## Память
2 февраля 1968 года в Волгограде в посёлке Металлургов, на Доме техники завода «Красный Октябрь» установлена мемориальная доска: «Здесь в сентябре 1942 года размещался командный пункт 193-й стрелковой дивизии генерал-майора Смехотворова Ф. Н. Воины дивизии проявили стойкость и героизм при защите города Сталинграда».

## Воспоминания
- Смехотворов Ф. Н. Враг к Волге не прошёл. // Битва за Сталинград.4-е издание. — Волгоград: Нижне-Волжское книжное издательство, 1973 — С.146-149.